# Stephen McKeon
Stephen McKeon (* 20. März 1962) ist ein irischer Komponist für Film und Fernsehen.

## Leben
McKeon tritt seit 1994 als Komponist für Film und Fernsehen in Erscheinung. Sein Schaffen umfasst mehr als 80 Produktionen.
McKeon hat zwei irische Film- und Fernsehpreise erhalten, beide für John-Boorman-Filme, Queen & Country im Jahr 2014 und The Tiger's Tail  aus dem Jahr 2004. Zuvor war er für Blind Flight, Savage und den Kinder-Animationsfilm Niko 2 – Little Brother und Big Trouble nominiert. Zu seinen weiteren Filmen gehören: Der amerikanische Neffe (1998) und Borstal Boy (2000). Außerdem war er 2011 an dem Biopic Hattie beteiligt.
McKeon hat die Filmmusik zu über 80 Filmen geschrieben, außerdem zu einer Reihe von Hercule Poirot-Fernsehfilmen sowie zu vielen TV-Dramaserien, darunter Black Mirror. Er hat auch die Musik für die vierte und fünfte Staffel der britischen Serie Primeval verantwortet.
Er ist ein Multi-Instrumentalist, dessen Arbeit ein breites Spektrum von großen Orchesterpartituren bis hin zu gitarrenbasierter Ambient-Musik abdeckt, wie z. B. die Musik für den schottischen BAFTA-Gewinnerfilm Summer.

## Filmmusik (Auswahl)
- 1995: Ein irischer Sommer (Korea)
- 1998: Der amerikanische Neffe (The Nephew)
- 2000: Der Runner
- 2000: Meine grüne Freiheit – Ein Frühling in Irland
- 2002: Am Ende die Wahrheit
- 2003: In den Fängen der Gotteskrieger (Blind Flight)
- 2003–2009: The Clinic (Fernsehserie, 37 Folgen)
- 2004: Nachtangst
- 2005–2008: Agatha Christie’s Poirot (Fernsehserie)
  - 2005:  Der Wachsblumenstrauß (After the Funeral)
  - 2005: Mit offenen Karten (Cards on the Table)
  - 2006: Der blaue Express (The Mystery of the Blue Train)
  - 2006: Der Todeswirbel (Taken at the Flood)
  - 2008: Der Tod wartet (Appointment with Death)
  - 2008: Die Katze im Taubenschlag (Cat Among the Pigeons)
  - 2008: Die vergessliche Mörderin (Third Girl) 
  - 2008: Mrs. McGinty ist tot (Mrs McGinty's Dead)
- 2006: Stunde der Entscheidung
- 2007: Flucht aus dem Höllenkerker – Die legendäre Fahrt der Catalpa (The Catalpa Rescue)
- 2008: Niko – Ein Rentier hebt ab (Niko - Lentäjän Poika)
- 2009: Savage – At The End Of All Humanity (Savage)
- 2010: Jack Taylor (Fernsehserie, 8 Folgen)
- 2010: Das zauberhafte Weihnachtsgeschenk (Gift of the Magic)
- 2010: Liebe blüht auf
- 2011: Hattie
- 2011: Primeval – Rückkehr der Urzeitmonster (Primeval, Fernsehserie, 13 Folgen)
- 2011: Black Mirror (Fernsehserie, 1 Folge)
- 2011: Thor – Ein hammermäßiges Abenteuer (Hetjur Valhallar – Þór)
- 2012: Niko 2 – Kleines Rentier, großer Held (Niko 2 – Lentäjäveljekset)
- 2015: Norm – König der Arktis (Norm of the North)
- 2015: Ooops! Die Arche ist weg… (Ooops! Noah Is Gone…)
- 2017: Gottes Wege sind blutig (Pilgrimage)
- 2019: The Hole in the Ground
- 2023: Evil Dead Rise
- 2023: Baltimore
- 2024: The Damned
- 2024: Sharp Corner